# 左其人
左其人（？—？），號青丘，山東登州府萊陽縣人，明朝政治人物。

## 生平
崇祯六年（1633年）癸酉科山東鄉試第四十八名舉人，崇禎十年（1637年），登丁丑科會試第二百九十三名，廷試三甲一百七十七名进士。刑部观政，十一年六月授清苑知县，十二年降调，本年补徽州府知事，十三年升魏县知县，十四年升刑部山西司主事，十五年升山西司员外郎，升平阳知府。

## 家族
曾祖左史，祖左之翰，父左良辅。